# Lista de municípios de Leão
Esta é uma lista dos 211 municípios da província espanhola de Leão na comunidade autónoma da Castela e Leão.
| Nome                          | Pop. (2002) |
| ----------------------------- | ----------- |
| Acebedo                       | 282         |
| Algadefe                      | 344         |
| Alija del Infantado           | 949         |
| Almanza                       | 701         |
| La Antigua                    | 606         |
| Ardón                         | 705         |
| Arganza                       | 878         |
| Astorga                       | 12,329      |
| Balboa                        | 440         |
| La Bañeza                     | 10,227      |
| Barjas                        | 370         |
| Los Barrios de Luna           | 340         |
| Bembibre                      | 10,486      |
| Benavides                     | 3,032       |
| Benuza                        | 787         |
| Bercianos del Páramo          | 821         |
| Bercianos del Real Camino     | 208         |
| Berlanga del Bierzo           | 416         |
| Boca de Huérgano              | 593         |
| Boñar                         | 2,513       |
| Borrenes                      | 484         |
| Brazuelo                      | 349         |
| El Burgo Ranero               | 914         |
| Burón                         | 394         |
| Bustillo del Páramo           | 1,760       |
| Cabañas Raras                 | 1,293       |
| Cabreros del Río              | 552         |
| Cabrillanes                   | 1,095       |
| Cacabelos                     | 4,816       |
| Calzada del Coto              | 300         |
| Campazas                      | 153         |
| Campo de Villavidel           | 310         |
| Camponaraya                   | 3,256       |
| Candín                        | 423         |
| Cármenes                      | 411         |
| Carracedelo                   | 3,560       |
| Carrizo de la Ribera          | 2,679       |
| Carrocera                     | 599         |
| Carucedo                      | 660         |
| Castilfalé                    | 102         |
| Castrillo de Cabrera          | 177         |
| Castrillo de la Valduerna     | 220         |
| Castrocalbón                  | 1,322       |
| Castrocontrigo                | 1,119       |
| Castropodame                  | 1,866       |
| Castrotierra de Valmadrigal   | 151         |
| Cea                           | 696         |
| Cebanico                      | 234         |
| Cebrones del Río              | 659         |
| Cimanes de la Vega            | 658         |
| Cimanes del Tejar             | 1,007       |
| Cistierna                     | 4,205       |
| Congosto                      | 1,753       |
| Corbillos de los Oteros       | 272         |
| Corullón                      | 1,190       |
| Crémenes                      | 919         |
| Cuadros                       | 1,730       |
| Cubillas de los Oteros        | 208         |
| Cubillas de Rueda             | 624         |
| Cubillos del Sil              | 1,487       |
| Chozas de Abajo               | 2,071       |
| Destriana                     | 804         |
| Encinedo                      | 1,004       |
| La Ercina                     | 692         |
| Escobar de Campos             | 77          |
| Fabero                        | 5,632       |
| Folgoso de la Ribera          | 1,297       |
| Fresno de la Vega             | 664         |
| Fuentes de Carbajal           | 125         |
| Garrafe de Torío              | 1,158       |
| Gordaliza del Pino            | 346         |
| Gordoncillo                   | 573         |
| Gradefes                      | 1,288       |
| Grajal de Campos              | 295         |
| Gusendos de los Oteros        | 195         |
| Hospital de Órbigo            | 1,116       |
| Igüeña                        | 1,851       |
| Izagre                        | 254         |
| Joarilla de las Matas         | 425         |
| Laguna Dalga                  | 916         |
| Laguna de Negrillos           | 1,454       |
| León                          | 135,794     |
| Lucillo                       | 500         |
| Luyego                        | 943         |
| Llamas de la Ribera           | 1,179       |
| Magaz de Cepeda               | 506         |
| Mansilla de las Mulas         | 1,779       |
| Mansilla Mayor                | 420         |
| Maraña                        | 172         |
| Matadeón de los Oteros        | 289         |
| Matallana de Torío            | 1,624       |
| Matanza                       | 290         |
| Molinaseca                    | 769         |
| Murias de Paredes             | 606         |
| Noceda del Bierzo             | 873         |
| Oencia                        | 468         |
| Las Omañas                    | 427         |
| Onzonilla                     | 1,507       |
| Oseja de Sajambre             | 331         |
| Pajares de los Oteros         | 339         |
| Palacios de la Valduerna      | 524         |
| Palacios del Sil              | 1,440       |
| Páramo del Sil                | 1,698       |
| Peranzanes                    | 334         |
| Pobladura de Pelayo García    | 542         |
| La Pola de Gordón             | 4,803       |
| Ponferrada                    | 64,010      |
| Posada de Valdeón             | 504         |
| Pozuelo del Páramo            | 605         |
| Prado de la Guzpeña           | 160         |
| Priaranza del Bierzo          | 926         |
| Prioro                        | 447         |
| Puebla de Lillo               | 693         |
| Puente de Domingo Flórez      | 1,943       |
| Quintana del Castillo         | 1,099       |
| Quintana del Marco            | 531         |
| Quintana y Congosto           | 760         |
| Regueras de Arriba            | 384         |
| Reyero                        | 157         |
| Riaño                         | 584         |
| Riego de la Vega              | 1,089       |
| Riello                        | 962         |
| Rioseco de Tapia              | 543         |
| La Robla                      | 4,932       |
| Roperuelos del Páramo         | 774         |
| Sabero                        | 1,723       |
| Sahagún                       | 3,036       |
| San Adrián del Valle          | 143         |
| San Andrés del Rabanedo       | 25,288      |
| San Cristóbal de la Polantera | 1,036       |
| San Emiliano                  | 848         |
| San Esteban de Nogales        | 320         |
| San Justo de la Vega          | 2,196       |
| San Millán de los Caballeros  | 196         |
| San Pedro Bercianos           | 375         |
| Sancedo                       | 567         |
| Santa Colomba de Curueño      | 627         |
| Santa Colomba de Somoza       | 442         |
| Santa Cristina de Valmadrigal | 354         |
| Santa Elena de Jamuz          | 1,370       |
| Santa María de la Isla        | 665         |
| Santa María de Ordás          | 398         |
| Santa María del Monte de Cea  | 355         |
| Santa María del Páramo        | 3,163       |
| Santa Marina del Rey          | 2,507       |
| Santas Martas                 | 980         |
| Santiago Millas               | 323         |
| Santovenia de la Valdoncina   | 1,740       |
| Sariegos                      | 3,085       |
| Sena de Luna                  | 483         |
| Sobrado                       | 499         |
| Soto de la Vega               | 1,961       |
| Soto y Amío                   | 1,064       |
| Toral de los Guzmanes         | 678         |
| Toreno                        | 4,053       |
| Torre del Bierzo              | 3,011       |
| Trabadelo                     | 520         |
| Truchas                       | 714         |
| Turcia                        | 1,260       |
| Urdiales del Páramo           | 663         |
| Val de San Lorenzo            | 727         |
| Valdefresno                   | 1,824       |
| Valdefuentes del Páramo       | 417         |
| Valdelugueros                 | 439         |
| Valdemora                     | 113         |
| Valdepiélago                  | 402         |
| Valdepolo                     | 1,553       |
| Valderas                      | 2,067       |
| Valderrey                     | 626         |
| Valderrueda                   | 1,205       |
| Valdesamario                  | 258         |
| Valdevimbre                   | 1,155       |
| Valencia de Don Juan          | 4,141       |
| Valverde de la Virgen         | 4,309       |
| Valverde-Enrique              | 207         |
| Vallecillo                    | 162         |
| La Vecilla                    | 434         |
| Vega de Espinareda            | 2,834       |
| Vega de Infanzones            | 865         |
| Vega de Valcarce              | 850         |
| Vegacervera                   | 343         |
| Vegaquemada                   | 509         |
| Vegas del Condado             | 1,342       |
| Villablino                    | 13,336      |
| Villabraz                     | 139         |
| Villadangos del Páramo        | 995         |
| Villadecanes                  | 2,247       |
| Villademor de la Vega         | 443         |
| Villafranca del Bierzo        | 3,682       |
| Villagatón                    | 815         |
| Villamandos                   | 412         |
| Villamanín                    | 1,241       |
| Villamañán                    | 1,335       |
| Villamartín de Don Sancho     | 177         |
| Villamejil                    | 962         |
| Villamol                      | 237         |
| Villamontán de la Valduerna   | 1,068       |
| Villamoratiel de las Matas    | 174         |
| Villanueva de las Manzanas    | 576         |
| Villaobispo de Otero          | 685         |
| Villaornate y Castro          | 513         |
| Villaquejida                  | 1,066       |
| Villaquilambre                | 10,046      |
| Villarejo de Órbigo           | 3,356       |
| Villares de Órbigo            | 904         |
| Villasabariego                | 1,245       |
| Villaselán                    | 297         |
| Villaturiel                   | 1,798       |
| Villazala                     | 1,025       |
| Villazanzo de Valderaduey     | 688         |
| Zotes del Páramo              | 637         |